# معاذ بن مسلم بن معاذ
معاذ بن مسلم بن معاذ قائد عسكري ووالي خراسان (778-780م) في زمن الخلافة العباسية.
هو من أصل فارسي من ختال أو الري، شارك في الثورة العباسية عام 737/ 738 م، وكان من أنصار أبي مسلم الخرساني. وفي عام 766 كان من بين جيش مرو الروذ الذي هزمه المقنع الخرساني. تولى ولاية خراسان في 778-780، وحارب العلويين في 785/786م.
كان مرتبطًا ارتباطًا وثيقًا بالعائلة العباسية، واستمرت عائلته في التمتع بمناصب رفيعة: كان أحد أبنائه، حسين، مرافقًا للخليفة الهادي، بينما تولى ابنه يحيى ولاية الشام وأرمينية.